# Ёрмазор
Ёрмазор (тадж. Ёрмазор, до марта 2022 г. — тадж. Ярмазар) — село в Нурафшонском сельском джамоате Лахшского района. Расстояние от села до центра района — 15 км, до центра джамоата — 10 км. Население — 1094 человек в 2017 г.; 273 домохозяйств, 1126 человек в 2019 г., таджики.